# Selîsko, Pustomîtî
Selîsko (în ucraineană Селисько) este un sat în comuna Vovkiv din raionul Pustomîtî, regiunea Liov, Ucraina.

## Demografie
Componența lingvistică a localității Selîsko
     Ucraineană (100%)
Conform recensământului din 2001, toată populația localității Selîsko era vorbitoare de ucraineană (100%).